# Boluopu (köpinghuvudort i Kina, Liaoning Sheng, lat 40,53, long 122,46)
Boluopu är en köpinghuvudort i Kina. Den ligger i provinsen Liaoning, i den nordöstra delen av landet, omkring 160 kilometer sydväst om provinshuvudstaden Shenyang. Antalet invånare är 27 503. Befolkningen består av 13 261 kvinnor och 14 242 män. Barn under 15 år utgör 13,0 %, vuxna 15-64 år 76 %, och äldre över 65 år 10,0 %.
Runt Boluopu är det tätbefolkat, med 297 invånare per kvadratkilometer. Närmaste större samhälle är Gaizhou, 16,8 km sydväst om Boluopu. Trakten runt Boluopu består till största delen av jordbruksmark.
Genomsnittlig årsnederbörd är 1 033 millimeter. Den regnigaste månaden är juli, med i genomsnitt 314 mm nederbörd, och den torraste är januari, med 8 mm nederbörd.